# Kira Gołowko
Kira Gołowko ros.: Кира Николаевна Головко (ur. 11 marca 1919 w Jessentukach, zm. 16 sierpnia 2017) – radziecka i rosyjska aktorka teatralna i filmowa.

## Życiorys
W 1937 ukończyła fakultet literatury rosyjskiej w Instytucie filozofii, literatury i sztuki. W 1938 została przyjęta do zespołu pomocniczego Moskiewskiego Teatru Artystycznego (MChAT).
W 1950 opuściła MChAT, od 1954 była aktorką Kaliningradzkiego Teatru Dramatycznego. Do MChAT-u powróciła w 1957, pracowała tam do 1985.
Od 1958 była wykładowcą w szkole - studio przy MChAT - jej wychowankowie to m.in. Natalia Jegorowa, Borys Niewzorow, Nikołaj Karaczeńcow.
Wdowa po admirale Arsieniju Gołowko, byłym dowódcy flotylli i flot.
Córka Natalia Gołowko została również aktorką, a syn Michaił Gołowko komandorem w rosyjskiej Marynarce Wojennej.
Pochowana na Cmentarzu Trojekurowskim w Moskwie.

## Role teatralne
MChAT:
- 1938 – Siniaja ptica - Mołoko
- 1943 – Na dnie (M. Gorki) - Natasza
- 1944 – Ostatnie dni (M. Bułchakow) - Natalia Puszkina
- 1944 – Car Fiodor Joannowicz (A. Tołstoj) - Kniazinia Mścisławska «
- 1957 – Anna Karenina (L. Tołstoj) - Dolli
- 1958 – Trzy siostry (A. Czechow) - Olga
- 1960 – Śmierć komiwojażera (A. Miller) - Linda Loman
- 1977 – Iwanow (A. Czechow) – Zinaida Sawwiszna
- 2004 – Kotki-myszki (István Örkény) - Adelajda Brukner

Teatr "Sfera":
- 1982 – Przed lustrem według W. Kawierina)
- 1985 – Romans teatralny (M. Bułchakow)

## Role filmowe
- 1964: Przewodniczący
- 1967: Wojna i pokój - Hrabina Rostowa

## Nagrody i tytuły
- Nagroda Stalinowska (1947, za film "Glinka")
- Order Przyjaźni (23 października 1998)
- Order "Za zasługi dla Ojczyzny" IV stopnia (15 września 2003)
- Zasłużona Artystka RSFSR (26 października 1948)
- Ludowa Artystka RSFSR (7 lutego 1957)